# 劉恩格
劉 恩格（りゅう おんかく）は、中華民国・満州国の政治家。北京政府・奉天派の政治家で、後に満州国に参加した。字は鯉門。

## 事績
奉天法政学堂を卒業し、後に日本に留学した。帰国後に雲南法政学堂教員となる。1912年（民国元年）、奉天提法司科員に任ぜられる。翌年、衆議院議員となり国民党に属し、さらに憲法起草委員会委員となった。同年、第二革命（二次革命）が勃発すると、上海に移り革命派として活動したが、事敗れて捕縛されてしまう。
釈放後の1914年（民国3年）、劉恩格は奉天将軍公署秘書に異動し、奉天派指導者・張作霖の配下となる。1917年（民国6年）11月、臨時参議院議員に選出された。翌年8月、張の推薦もあって安福国会で衆議院副議長となる。1919年（民国8年）、南北和平会談で張作霖の代表をつとめた。1921年（民国10年）10月、察哈爾特別区域興和道尹に任ぜられる。しかし翌年の第一次奉直戦争で奉天派が敗北すると、劉も各職を辞任した。
1932年（大同元年）、劉恩格は満州国の立法院秘書長に任ぜられた。1934年（康徳元年）10月、立法院が立法院設立準備のための秘書庁のみに改組され、院長趙欣伯が辞任する。そのため、劉が立法院秘書庁秘書長として、立法機関トップに立った。満州国滅亡後の劉恩格の行方は不詳である。

## 注

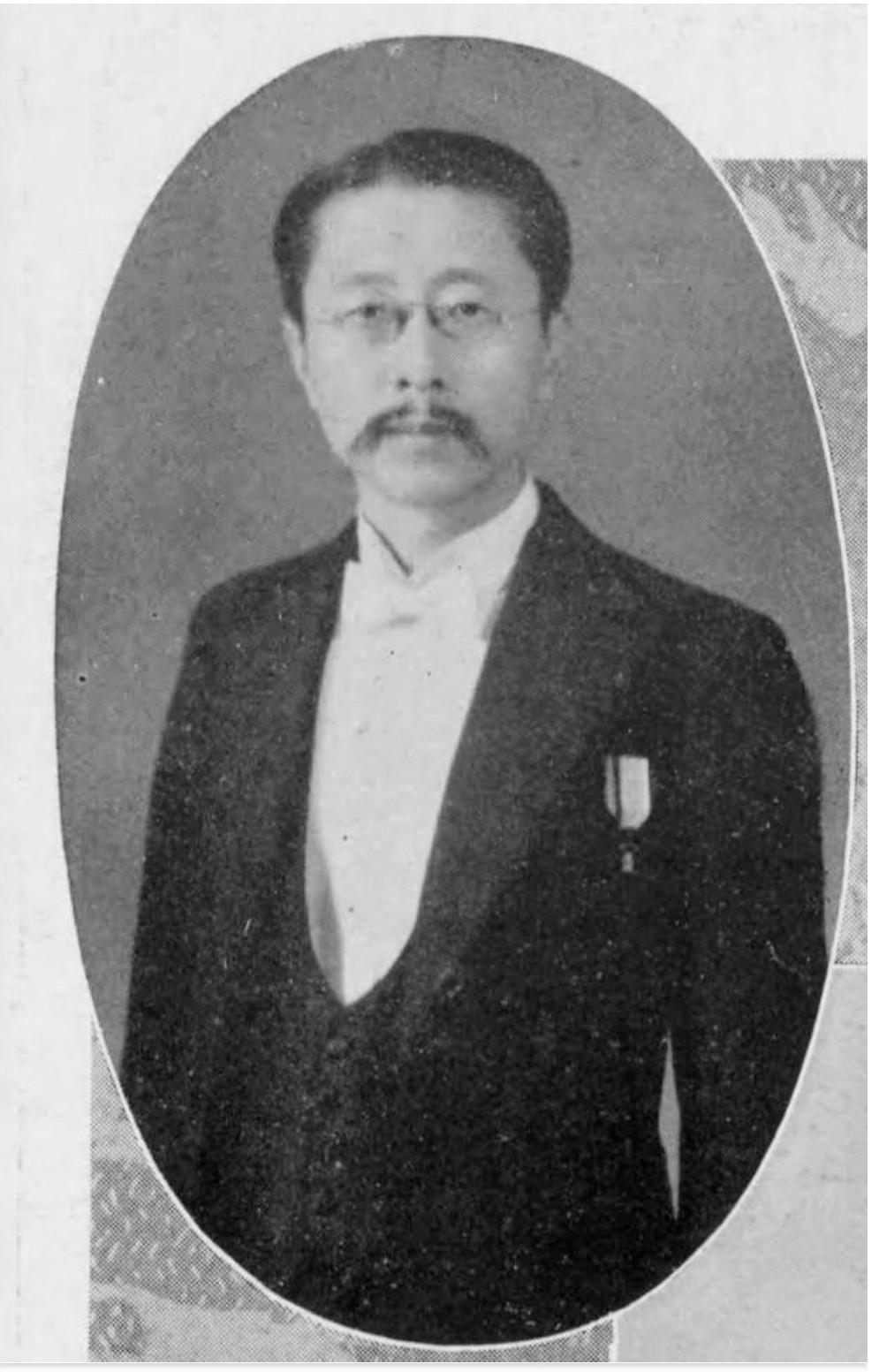
満洲国時代

1. ↑  徐主編（2007）、2488頁による。外務省情報部編(1928）、326頁は1881年生まれ（昭和3（1928）年現在「年齢48」）としている。Who's Who in China 3rd ed., p.539は、1866年生まれとしているが、これは誤りと思われる。
2. ↑  ネット上では「1949年没」との情報も見受けられるが、根拠は不明。
3. 1 2 3  徐主編（2007）、2488頁。
4. ↑  外務省情報部編（1928）、326頁。
5. ↑  徐主編（2007）、2488頁による。外務省情報部編（1928）、326頁は、1916年6月としている。
6. ↑  外務省情報部編（1928）、326-327頁。
7. ↑  劉ほか編（1995）では、満州国滅亡まで劉恩格が立法院秘書長をつとめたとしている。